# Leptoscirtus evansi
Leptoscirtus evansi är en insektsart som beskrevs av Boris Petrovich Uvarov 1921. Leptoscirtus evansi ingår i släktet Leptoscirtus och familjen gräshoppor. Inga underarter finns listade i Catalogue of Life.